# Sheldon Harnick
Pour les articles homonymes, voir Harnick.
Œuvres principales
Un violon sur le toit (1964)
Sheldon Harnick est un librettiste, parolier et compositeur américain né le 30 avril 1924 à Chicago (Illinois) et mort le 23 juin 2023 à New York (État de New York). Il est notamment connu pour ses collaborations avec le compositeur Jerry Bock, et les comédies musicales à succès qu’ils ont créés ensemble telle Un violon sur le toit.

## Biographie

### Mort
Sheldon Harnick meurt le 23 juin 2023 à New York à l'âge de 99 ans.

### Vie privée
Sheldon Harnick a été marié trois fois : 
- avec Mary Boatner (mariage annulé)[réf. nécessaire] ;
- avec l'actrice et réalisatrice Elaine May de 1962 à 1963 ;
- avec Margery Gray de 1965 à sa mort ; le couple a eu deux enfants.

## Œuvres
- 1952 : New Faces of 1952 (en) (revue), musique de Sheldon Harnick (entre autres)
- 1956 : Shangri-La (en), livret et lyrics de James Hilton, Jerome Lawrence (en) et Robert E. Lee (en), musique de Harry Warren et Sheldon Harnick[2]
- 1958 : The Body Beautiful (en), livret et lyrics de Sheldon Harnick, musique de Jerry Bock
- 1958 : Portofino (en), livret de Richard Ney, lyrics de Richard Ney et Sheldon Harnick, musique de Louie Bellson et Will Irwin (en)
- 1959 : Fiorello! (en), livret et lyrics de Sheldon Harnick, musique de Jerry Bock
- 1959 : Songs to Ford-ify Your Future, livret et lyrics de Sheldon Harnick, musique de Jerry Bock (création pour la Ford Motor Company)[3]
- 1960 : Tenderloin (en), livret et lyrics de Sheldon Harnick, musique de Jerry Bock
- 1961 : Smiling the Boy Fell Dead, livret et lyrics de Sheldon Harnick, musique de David Baker (en)[4]
- 1963 : She Loves Me (en), livret et lyrics de Sheldon Harnick, musique de Jerry Bock
- 1964 : Fiddler on the Roof, livret et lyrics de Sheldon Harnick, musique de Jerry Bock
- 1966 : The Apple Tree (en), livret et lyrics de Sheldon Harnick, musique de Jerry Bock
- 1968 : Her First Roman (en), livret et lyrics de Sheldon Harnick, musique de Jerry Bock
- 1970 : The Rothschilds (en), livret et lyrics de Sheldon Harnick, musique de Jerry Bock
- 1973 : Pinocchio, livret et lyrics de Sheldon Harnick, musique de Mary Rodgers
- 1975 : Captain Jinks of the Horse Marines (en) (opéra), livret et lyrics de Sheldon Harnick, musique de Jack Beeson (en)
- 1975 : Alice in Wonderland, livret et lyrics de Sheldon Harnick, musique de Joe Raposo
- 1976 : Rex (en), livret et lyrics de Sheldon Harnick, musique de Richard Rodgers
- 1979 : The Madwoman of Central Park West (en), livret d'Arthur Laurents et Phyllis Newman, lyricistes et compositeurs divers
- 1979 : The Umbrellas of Cherbourg, adaptation anglaise de Sheldon Harnick, musique de Michel Legrand
- 1982 : A Christmas Carol (en), livret et lyrics de Sheldon Harnick, musique de Michel Legrand
- 1986 : A Wonderful Life (en), livret et lyrics de Sheldon Harnick, musique de Joe Raposo
- 1993 : Cyrano: The Musical (en), adaptation anglaise de Sheldon Harnick, musique de Ad van Dijk
- 1995 : The Phantom Tollbooth (en), livret de Sheldon Harnick et Norton Juster, lyrics de Sheldon Harnick, musique d'Arnold Black
- 1998 : Coyote Tales, livret et lyrics de Sheldon Harnick, musique d'Henry Mollicone (en)
- 2003 : Dragons, livret, lyrics et musique de Sheldon Harnick
- 2004 : Fiddler on the Roof, livret et lyrics de Sheldon Harnick, musique de Jerry Bock (chanson supplémentaire Topsy-Turvy)
- 2016 : Lady Bird: First Lady of the Land

## Distinctions

### Récompenses
- Prix Pulitzer de l'œuvre théâtrale 1959 pour Fiorello!

- Tony Awards 1960 : Meilleur spectacle musical pour Fiorello!, partagé avec Jerome Weidman et Jerry Bock

- Grammy Awards 1964 : Meilleur album de troupe originale pour She Loves Me, partagé avec Jerry Bock

- Tony Awards 1965 : 
  - Meilleur spectacle musical pour Fiddler on the Roof, partagé avec Jerry Bock
  - Meilleurs lyrics et musique pour Fiddler on the Roof, partagé avec Jerry Bock

- Prix Johnny-Mercer 1990

- Drama League Award 2016 pour l'ensemble de sa carrière
- Tony Awards 2016 : Special Tony Award pour l'ensemble de sa carrière

### Nominations
- Grammy Awards 1961 : Meilleur album de troupe originale pour Fiorello!

- Grammy Awards 1965 : Meilleur album de troupe originale pour Fiddler on the Roof, partagé avec Jerry Bock

- Grammy Awards 1967 : Meilleur album de troupe originale pour The Apple Tree, partagé avec Jerry Bock

- Grammy Awards 1972 : Meilleur album de troupe originale pour The Rothchilds, partagé avec Jerry Bock et Thomas Z. Shepard

- Grammy Awards 1977 : Meilleur album de troupe originale pour Rex, partagé avec  Richard Rodgers et Thomas Z. Shepard

- Primetime Emmy Awards 1981 : Meilleurs lyrics et musique pour la chanson In the Beginning dans l'émission The Way They Were, partagé avec Larry Grossman